# Добростан (защитена зона)
Добростан е защитена зона от Натура 2000 по директивата за опазване на дивите птици. Обхваща рида Добростан, Белочерковски рид, Кръстова гора, Черни рид и Чуката в Родопите. Заема площ от 83 655,4406 ha.

## Граници
На север граничи с Горнотракийската низина, като границата преминава покрай Асеновград и селата Червен, Долнослав, Орешец, Тополово, Новаково, Узуново и Паничково. На запад достига долините на река Чепеларска и Манастирска река, а на юг Давидковска река, река Арда и язовир „Кърджали“. Източната граница преминава по реките Боровица и Яйлъдере.

## Флора
Най-голяма площ от територията заемат горските местообитания предимно от широколистни, иглолистни и смесени гори. В по-ниските части са разпространени горите от космат и виргилиев дъб с представители на кленовите, също и гори от сребролистна липа. Всичко тези гори са с издънков произход. В по-високите части са разпространени смесените гори от мизийски бук, горун, обикновен габър и воден габър, както и най-големият защитен масив от черен бор в България. Над тях се срещат групи на цар-Борисова ела. В южните части се срещат гори от обикновен бук и иглолистни гори от бял бор и смърч. По заравнените била и по склоновете има открити пространства от ливади и пасища с тревна растителност. Голям дял заемат храстовите съобщества. Сред естествените местообитания са разпръснати земеделски земи, създадени на мястото на гори от мизийски бук и горун. В Добростан се срещат над 100 вида енедмични растения.

## Фауна
В защитената зона са установени 149 вида птици, от които 47 са включени в Червената книга на България. Защитена зона „Добростан“ е важна за опазването на малкия креслив орел. Тук е мястото в България, където се счита, че все още гнезди с най-многочислената популация на белошипата ветрушка, която е застрашена от изчезване в света. Срещат се още планински кеклик, черноглава овесарка, скална зидарка, испанско каменарче и червеногушо коприварче. Районът е от световно значение за царския орел. Във високите части на планината се срещат лещарка, глухар и белогръб кълвач. Защитената зона е една от най-важните в Европа за опазването на керкенеза, чухала и зеленогушата овесарка. Има значими гнездови популации на черен щъркел, белоопашат мишелов, малък орел, черен кълвач, сирийски пъстър кълвач, среден пъстър кълвач, горска чучулига, червеногърба сврачка и сив кълвач.